# Пфорцхайм
Пфорцхайм (на немски: Pforzheim) е град във федерална провинция Баден-Вюртемберг, в Югозападна Германия. Площта на Пфорцхайм е 98 км², населението към 31 декември 2010 г. – 119 781 жители, а гъстотата на населението – 1222 д/км².
Разположен е на 273 метра надморска височина. Телефонните му кодове са 07231, 07234 и 07041, а пощенските 75172 – 75181. Намира се между градовете Щутгарт и Карлсруе.
Пфорцхайм е „Златният град“ на Германия. По време на Втората световна война 80% от града са били разрушени в рамките на 20 минути. Поради тази причина в града няма особено много сгради, запазени от преди войната.